# 키에리
키에리(이탈리아어: Chieri)는 이탈리아 피에몬테주 토리노 광역시에 있는 도시이자 코무네로, 토리노에서 남동쪽으로 약 11km(7mi) 정도 떨어져 있으며, 철도로는 15km(9mi), 도로로는 13km(8mi) 정도 떨어져 있다. 키에리는 발디세로 토리네세, 파바롤로, 몬탈도 토리네세, 피노 토리네세, 아리냐노, 안데체노, 페체토 토리네세, 리바 프레소 키에리, 캄비아노, 산테나, 포이리노와 같은 자치단체와 접해 있다.